# Constantin Panaitiu
Constantin Panaitiu (n. 1888; - d. 1958, Rubla, astăzi Valea Călmățuiului, regiunea Galați, România) 
a fost un general român, care a luptat în cel de-al doilea război mondial.
A absolvit Școala de Ofițeri de infanterie în 1910. A fost înaintat la gradul de colonel la 10 mai 1934 și la gradul de general de brigadă la 10 mai 1941.
La 25 octombrie 1942 a fost promovat la gradul de general de divizie.

## Funcții deținute
- 1941 - Comandant Adjunct al Divizie 10 Infanterie,
- 1941 - Comandantul Diviziei 10 Infanterie,
- 1941 - Comandant militar al Chișinăului,
- 1941 – 1942 - Comandantul Sectorului 1 de Frontieră,
- 2 august 1942 - 20 martie 1943 - Comandantul Diviziei 9 Infanterie,
- 1943 - Comandantul Diviziei 1-a Infanterie,

1942 – 1943 - În rezervă 
1943 - În retragere
Pe 1 septembrie 1942, Divizia a 9-a a fost trimisă pe frontul rusesc, în sectorul Don. Transportul efectivelor s-a făcut pe calea ferată până în gara Stalino și apoi divizia a mărșăluit timp de 6 săptămâni până a atins linia frontului.
În 1949 este arestat, iar în 1950 este condamnat la 8 ani de temniță pentru uneltire contra ordinii sociale. Constantin Panaitiu a fost eliberat de la Penitenciarul Gherla pe data de 16 iulie 1957. A decedat în 1958. După detenție, Constantin Panaitiu a avut domiciliu forțat la Rubla (azi Valea Călmățui), jud. Brăila, unde a decedat.

## Decorații
- Ordinul „Coroana României” în gradul de Comandor (8 iunie 1940)[4]